# Salomon Dawidowicz
Salomon Dawidowicz z Gania herbu Syrokomla (zm. po 30 lipca 1658) – podstarości żmudzki w latach 1647–1653, stolnik wiłkomierski w 1633 roku.
Poseł na sejm 1638 roku, sejm 1643 roku.
W 1648 roku podpisał elekcję Jana II Kazimierza Wazy z Księstwa Żmudzkiego i z województwa wileńskiego. 20 października 1655 roku podpisał ugodę kiejdańską.
Był wyznawcą kalwinizmu.